# Клод Лемель
Клод Лемель (фр. Claude Lemesle; нар. 12 жовтня 1945, Париж) — французький поет-пісняр, відомий своїми текстами до пісень багатьох зірок французької естради, зокрема Джо Дассена, Мірей Матьє, Сержа Реджані та інших.

## Біографія
Клод Лемель народився 12 жовтня 1945 року в Парижі. З ранніх років виявляв інтерес до музики та поезії, що згодом визначило його професійний шлях. Він вивчав сольфеджіо, гру на фортепіано та гітарі. Після закінчення літературних студій у Сорбонні, де вивчав історію, Лемель вирішив присвятити себе музиці. У 1966 році він познайомився з Джо Дассеном, що стало початком їхньої творчої співпраці. Першим великим успіхом стала пісня La Fleur aux dents (1970), яка закріпила його репутацію талановитого автора текстів.
У 1972 році, після особистої драми і розлучення із дружиною, написав пісню Salut les amoureux, яка стала хітом.
У 1978 році випустив сольний альбом Je Parle de la Vie на лейблі CBS, але згодом зосередився на написанні пісень для інших виконавців. Він був автором слів пісень видатних виконавців, серед яких Джо Дассен, Серж Реджані, Фріда Боккара, Ізабель Обре, Мірей Матьє, Хуліо Іглесіас, Жильбер Беко та багато інших.
Також Клод Лемель активно підтримував молодих авторів пісень. З 1988 року він проводив безкоштовні майстер-класи з написання пісень. Він також обіймав посади президента Товариства авторів, композиторів та музичних редакторів (SACEM) та почесного президента Національної спілки авторів та композиторів (SNAC), сприяючи розвитку авторських прав у Франції.
У 2006 році було створено конкурс Гран-прі Клода Лемеля (фр. Grand Prix Claude Lemesle), який наступного року на прохання самого Лемеля змінив свою назву на Премію П'єра Деланое (фр. Prix Pierre Delanoë) на честь померлого автора французьких пісень П'єра Деланое.
У 2008 році Клод Лемель опублікував книгу «Оскільки ти хочеш знати все…» (фр. Puisque tu veux tout savoir), присвячену пам'яті Джо Дассена. Книга є особистим спогадом про дружбу та співпрацю з артистом, а також містить роздуми про життя та творчість співака.

## Композиції
Він написав (або іноді був співавтором) творів для багатьох виконавців, зокрема:
- Ерве Вілар
  - Nous (1978)
- Джо Дассен
  - La Fleur aux dents (1970)
  - L’Équipe à Jojo (1970)
  - Salut les amoureux (1972)
  - L'Été indien (1974)
  - Ça va pas changer le monde (1975)
  - Et si tu n’existais pas (1975)
  - À toi (1976)
  - Le Café des trois colombes (1976)
  - Dans les yeux d'Émilie (1978)
  - Le Dernier Slow (1979)
- Серж Реджані
  - Le Souffleur
  - Rue du rêve
  - Le Barbier de Belleville (1977)
  - Venise n’est pas en Italie (1977)
  - Je t’aimerais (1978)
  - L'exilé (1981)
  - Les Adieux différés (1999)
  - Ivre (1999)
  - Jean des brumes (1999)
  - Le Zouave du pont de l'Alma
- Жиль Маршаль
  - L’Amour en retard
  - Clémentine pépin
  - On a volé la tour Eiffel
  - Jocelyne
  - L'Amitié
  - Pardonnez Mad'moiselle
  - Les Prénoms de l'Île de France
- Ніколь Ріє
  - La vie ça danse (1976)
  - L'aventure c'est l'amour (1998)
- Марі Тріні
  - L'Automne (1973)
  - Quand tu me caresses (1973)
  - Laisse-moi rêver (1973)
  - Un homme est parti (1973)
  - Écoute-moi (1974)
  - La Bouteille à la mort (1975)
- Фріда Боккара
  - La Nuit (1978)
  - Le Dernier Rendez-vous (1979)
- Ізабель Обре
  - Même si ça ne vaut pas la peine (1977)
  - Berceuse pour une femme (1977)
  - Aimer (1978)
  - Des Cornouailles à l'Oural (1990)
  - On est bien
  - Bandonéon
  - Lola de Madrid
  - Le Marquis
  - Partis sans bruit
  - C'est le bonheur
  - Boulevard Aragon
  - Marianne(1989)
  - Stacha stachou
  - L'Enfant de Thaïlande
  - Le Dernier Rêve
  - L'Olympia
  - Dans mon cœur
  - Des mots démodés
  - Le Napperon de grand-mère
  - Il faut vivre
  - Pleine de larmes
  - Papillons
  - Dans les plis rouges du rideau
- Мірей Матьє
  - Le Strapontin (1977)
  - Des prières (1977)
  - Chante pour le soleil (1978)
  - Un dernier mot d’amour (1978)
  - Il n'est resté que l'amour (1979)
  - Par hasard (1979)
  - Chanter (1984)
  - La Liberté sur l'Atlantique (1985)
  - Après toi (1986)
  - À la moitié de la distance (1995)
- Наталі Пак
  - Bébé bambou (1990)
  - Danse (1991)
  - Nous, c'est spécial (1992)
- Жерар Ленорман
  - Le Funambule (1975)
- Жильбер Беко
  - Un instant d'éternité (1982)
  - Désirée (1983)
  - Desperado (1983)
  - Faut faire avec (1999)
- Мішель Фюген
  - Vis ta vie (1974)
  - Dis-moi pourquoi ? (1975)
  - Dis-oui au maître (1975)
  - Avec ton chœur (1976)
  - Y a du soleil (1977)
  - La Bête immonde (1995)
  - Post scriptum (1995)
  - Je laisse (1998)
  - De l'air, de l'air (1998)
  - Les Alizés (1998)
  - Va vers le soleil (2001)
  - Nina (2011)
- Мішель Сарду
  - J'ai 2000 ans (1974)
  - Je veux l'épouser pour un soir (1974)
  - Une fille aux yeux clairs (1974)
  - Un roi barbare (1976)
  - On a déjà donné (1978)
- Жоель Могенсен
  - Flo ( 1980)
  - Marianophobe et Beatleman (1980)
  - 13 ans (1980)
- Меліна Меркурі
  - Attendre, attendre (1971)
  - Le Chat et la Souris (1971)
  - Le Soleil de nos cœurs (1971)
  - Mes amis d’hier (1971)
  - Par dix, par cent, par mille… (1971)
  - Je te dirais les mots (1974)
  - Athènes, ma ville (1974)
  - Yes Sir (1974)
- Нана Мускурі
  - Je chante avec toi Liberté (1981)
- Карлос
  - Le Tiercé
  - Rosalie
  - Señor météo
  - Le Bougalou du loup-garou
  - Big Bisou
- Джонні Голлідей
  - Montpellier (1982)
  - Entre violence et violon (1983)

А також багато інших співаків.

## Відзнаки
- 1998 — Кавалер ордена Почесного легіону
- 2011 — Офіцер ордена Почесного легіону
- 2025 — Командор ордена Мистецтв та літератури[12]
- 2015 — Золота медаль Ліги універсального громадського блага[13]